# Arcadia † paroniria
「arcadia † paroniria」（アルカディアパロニリア）は、喜多村英梨のシングル。
喜多村の14枚目のシングルとして2017年9月27日にトムス・ミュージックから発売された。

## 収録内容
CD
1. arcadia † paroniria
作詞：喜多村英梨、作曲・編曲：Powerless[3]
2. TiCK TACK
作詞：喜多村英梨、作曲・編曲：永井正道
3. EDEN（通常盤のみ）
作詞・作曲・編曲：橘亮佑・篠崎あやと

DVD（初回限定盤のみ）
1. arcadia † paroniria MV
2. メイキング